# 伴部
伴部（ともべ/はんぶ/とものみやつこ）是日本律令制中配属于各个政府部门的轮替性 (番上)低阶官员。

## 概述
伴部也被读作，被认为是继承自日本大和時代部民制与氏姓制中的低级氏族伴造。律令制时代伴部被分配到各种政府机关之下，领导着同样继承自部民制的品部和杂户，进行武器、奢侈品生产以及特殊技艺的传承。
伴部由式部省任命，基本上是世袭的，但也有些伴部的任命更加灵活，不一定由固定的家族世袭，可能从多个家族中选拔，或者从品部、杂户等下属中挑选出技能优异者担任。伴部作为官员之一，享有赋税豁免或被授予品秩的特权。

## 主要伴部
- 神祇官－神部
- 主殿寮－殿部
- 衛門府－門部
- 囚獄司－物部
- 東市司・西市司－物部
- 內禮司－主礼
- 木工寮－工部
- 画工司－画部
- 内藏寮－藏部・百济手部・狛部
- 大藏省－藏部・百济手部・狛部
- 左馬寮・右馬寮－殿部
- 塗部司－塗部
- 造兵司－雑工部
- 典铸司－雑工部
- 鼓吹司－吹部
- 鍛冶司－鍛部
- 土工司－泥部